# 李雅普诺夫时间
李雅普诺夫时间（Lyapunov time）是一個數學用語，是指一個動態系統出現混沌特性所需要的時間。李雅普诺夫时间的命名是為紀念亞歷山大·李亞普諾夫。李雅普诺夫时间定義為系統最大李亚普诺夫指数的倒數。

## 用途
李雅普诺夫时间表示系統可預測性的極限。依一般慣例，李雅普诺夫时间大約是指系統軌跡不沿著自然對數為底的指數函數軌跡，開始發散的時間。不過也有些是用以2為底或是以10為底的指數，這可以對應失去一個位元或是十進制一位數的精度。
李雅普诺夫时间用在許多動態系統的應用，不過一開始是特別用在天體力學上，這對太阳系稳定性问题很重要。不過，李雅普诺夫时间的實驗估算值常常伴隨著計算上的不確定性，或是其本質上的不確定性。

## 例子
一些典型系統的李雅普诺夫時間：
| 系統                                 | 李雅普诺夫時間 |
| ------------------------------------ | -------------- |
| 太阳系                               | 5 百萬年       |
| 冥王星軌道                           | 2 千萬年       |
| 火星的轉軸傾角                       | 1-5 百萬年     |
| 驰神星軌道                           | 4000 年        |
| 土卫七自轉                           | 36 天          |
| 化學混沌震蕩                         | 5.4 分鐘       |
| 流體混沌震蕩                         | 2 秒           |
| 室溫下 1 cm3 氬                      | 3.7×10−11 秒   |
| 處於三相點 (84 K, 69 kPa) 1 cm3 的氬 | 3.7×10−16 秒   |